# Giovan Battista Bellaso

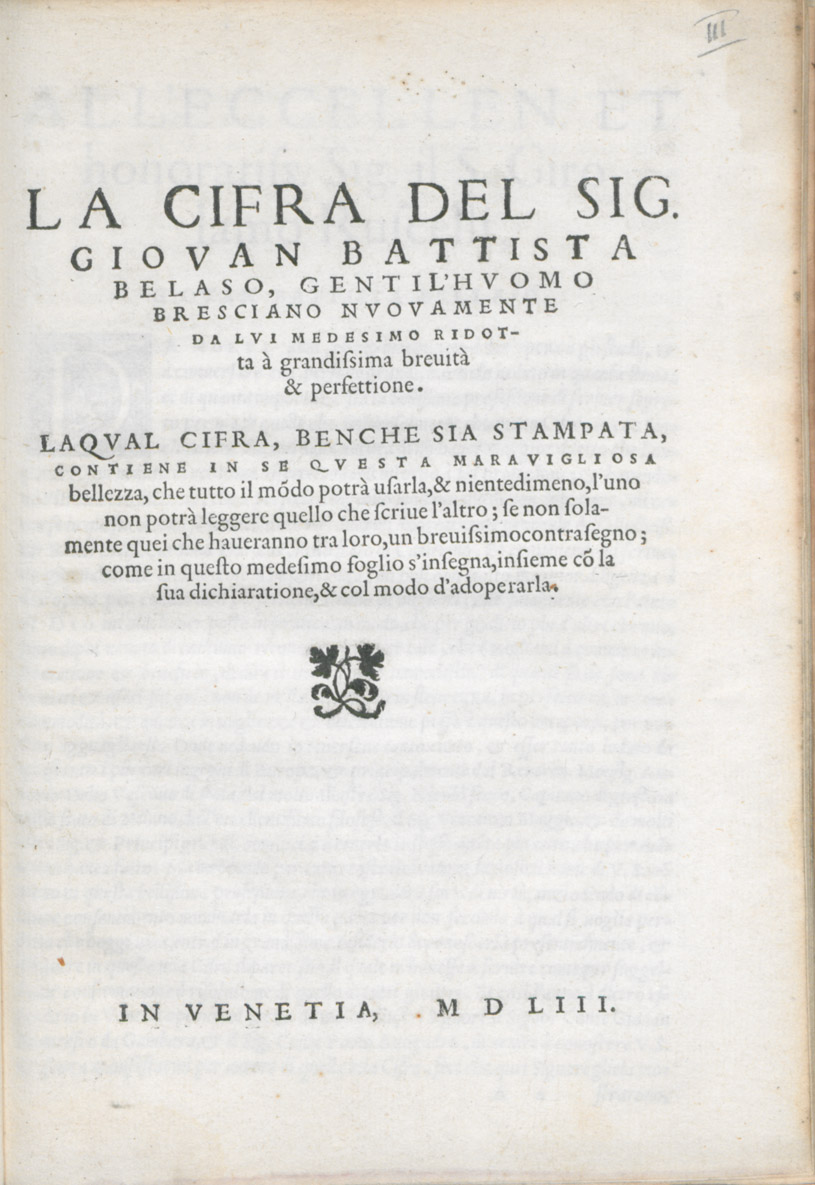
Titelblatt seiner Schrift La cifra von 1553

Giovan Battista Bellaso (* 1505 in Brescia; † zwischen 1568 und 1581 vermutlich in Rom) war ein italienischer Kryptologe.

## Leben

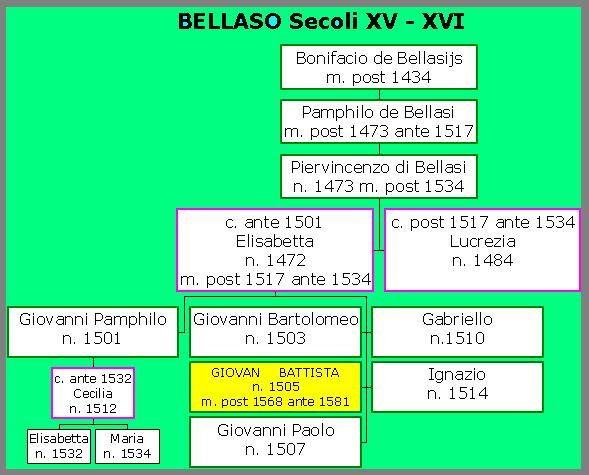
Stammbaum

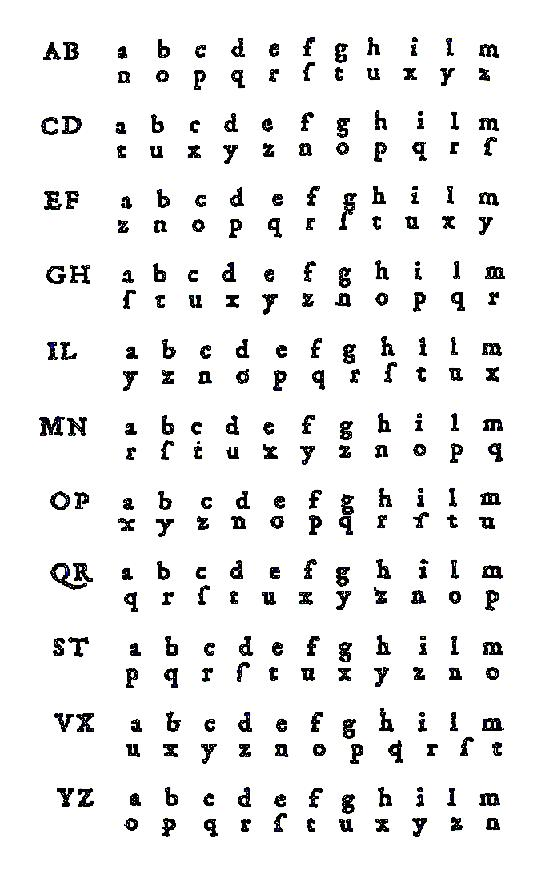
Solche „verwürfelten“ Alphabete wurden 1553 von Bellaso vorgeschlagen. In der Spalte ganz links sind die Schlüsselbuchstaben zu sehen.

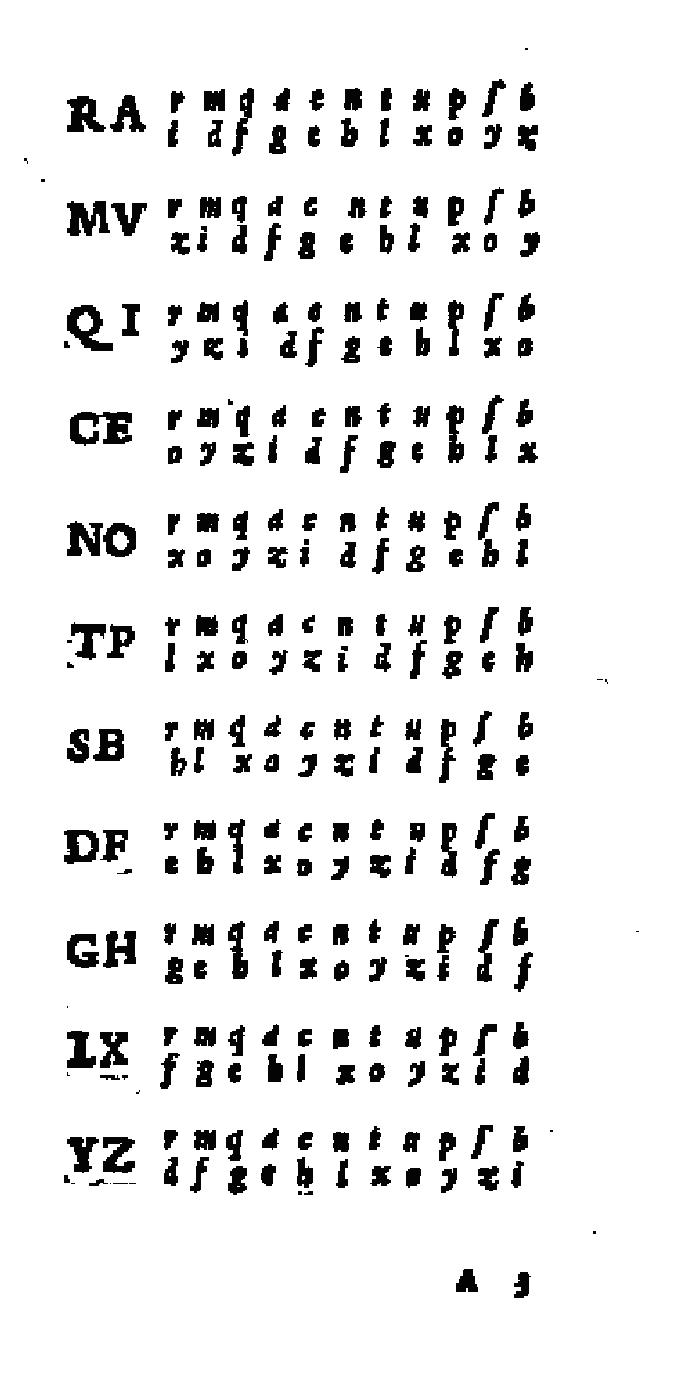
Eine 1555 weiter verbesserte Fassung von Bellaso, wieder mit involutorischen (selbstinversen) Alphabeten

Über Bellasos ist nur wenig bekannt und die überlieferten Informationen sind teilweise widersprüchlich. Er wuchs als Sohn eines Patriziers namens Piervincenzo aus Brescia, einer der im frühen 16. Jahrhundert wohlhabendsten Städte der Lombardei, in einer angesehenen Familie auf und ging später nach Padua. Nach Unterlagen im Archiv der Universität Padua hat er dort die Jahre 1537–38 verbracht und 1538 einen Abschluss in Rechtswissenschaften gemacht. Sein Todesjahr ist unbekannt, wird jedoch zwischen 1568 und 1581 vermutet. Er starb vermutlich in Rom.

## Kryptologie
Bellaso befasste sich mit Kryptologie, wie es zur damaligen Zeit viele machten, unter anderem für die Römische Kurie. Von seinem französischen Zeitgenossen Blaise de Vigenère (1523–1596) ist überliefert, dass Bellaso die damals neue polyalphabetische Substitution verbessert habe, indem er die Verwendung eines Schlüssels vorschlug. In der ursprünglich vom deutschen Benediktinerabt Johannes Trithemius (1462–1516) im Jahr 1508 vorgeschlagenen Form sollte zur Verschlüsselung aus einer Tabula recta (lat. für „Quadratische Tafel“) jeweils schlicht ein Alphabet nach dem anderen verwendet werden. Bellaso schlug vor, statt dieses festen Verfahrens, die Alphabete in Form eines vom Verschlüssler frei zu wählenden Kennworts oder eines Kennsatzes unregelmäßig zu wählen. Ferner verwendete er die bereits im Jahr 1466 durch seinen Landsmann Leon Battista Alberti (1404–1472) vorgeschlagenen „verwürfelten“ Alphabete, wobei er sich auf involutorische beschränkte. So erfand er die polyalphabetische Verschlüsselung mit Kennwort.
Zwar benutzten viele Anwender danach gerne leicht zu merkende, aber damit auch leicht zu erratende und somit kryptographisch schwache Kennwörter oder Kennsätze, wie beispielsweise VIRTVTI OMNIA PARENT („Alles gehorcht der Tüchtigkeit“), dennoch stellte Bellasos Vorschlag eine erhebliche kryptographische Stärkung der Methode dar. Die Buchstaben des Kennsatzes bestimmen die Reihenfolge, in der die verschiedenen Alphabete aus der Tabula ausgewählt werden. Hieraus entstand die Vigenère-Chiffre, die in den kommenden Jahrhunderten auch als le chiffre indéchiffrable (frz. für „die unentzifferbare Chiffre“) bekannt wurde.

## Schriften

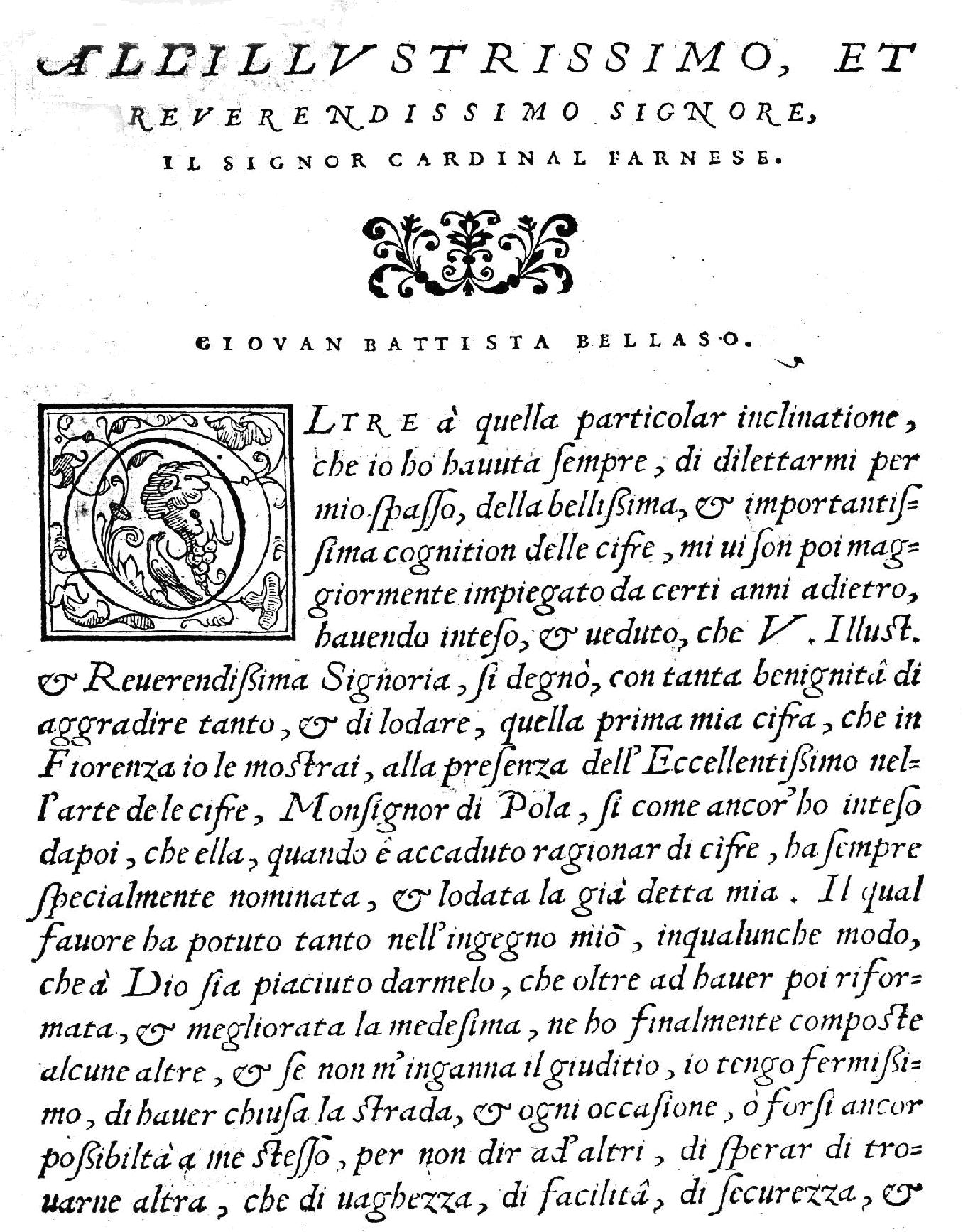
Vorwort seines dritten Buchs (1564)

- La cifra del Sig. Giovan Battista Belaso, gentil’huomo bresciano, nuovamente da lui medesimo ridotta a grandissima brevita et perfettione. Venedig 1553 (italienisch, beic.it).
- Novi et singolari modi di cifrare de l’eccellente dottore di legge Messer Giouan Battista Bellaso nobile bresciano. Lodovico Britannico, Brescia 1555 (Latein, beic.it).* Il vero modo di scrivere in cifra con facilita, prestezza, et securezza di Misser Giovan Battista Bellaso, gentil’huomo bresciano. Bressa, Iacobo Britannico, 1564.